# 联邦调查局国家保安部
联邦调查局国家保安部（英語：FBI National Security Branch），简称为“国家保安部（NSB）”，是美国联邦调查局内部的一个部门。该部门主要是负责保护美国免受大规模杀伤性武器、恐怖主义以及外国情报与间谍活动的侵害。国家保安部通过调查国家安全威胁，向其他执法机构提供情报和分析；以及发展确保美国安全的能力来完成其使命。

## 组织架构
2005年9月，联邦调查局根据美国总统的指令将其局内的包含反恐、反间谍等部门的任务、能力和资源等“国家保安事务”统合到国家保安部并交由一名联邦调查局高级官员负责管理。这些部门包括：
- 联邦调查局反情报处（英语：FBI Counterintelligence Division）
- 联邦调查局反恐处（英语：FBI Counterterrorism Division）
- 高价值嫌犯讯问组（英语：High-Value Detainee Interrogation Group）
- 恐怖分子甄别中心（英语：Terrorist Screening Center）
- 联邦调查局大规模杀伤武器处（英语：FBI Weapons of Mass Destruction Directorate）